# Kušna
Kušna (makedonska: Кушна) är ett vattendrag i Nordmakedonien.   Det rinner genom kommunen Demir Hisar, i den sydvästra delen av landet, 80 kilometer söder om huvudstaden Skopje.